# Melodic
Melodic.net è una rivista online dedicata a critiche e commenti musicali, news e interviste. La rivista è specializzata in musica rock. Tuttavia, la gamma di generi musicali recensiti si estende al pop, classica, folk, elettronica, jazz, heavy metal e musica sperimentale. Melodic.net è il sito leader in Europa per il rock alternativo e una delle webzine leader nel mondo della musica rock.